# Kersti Kaljulaid

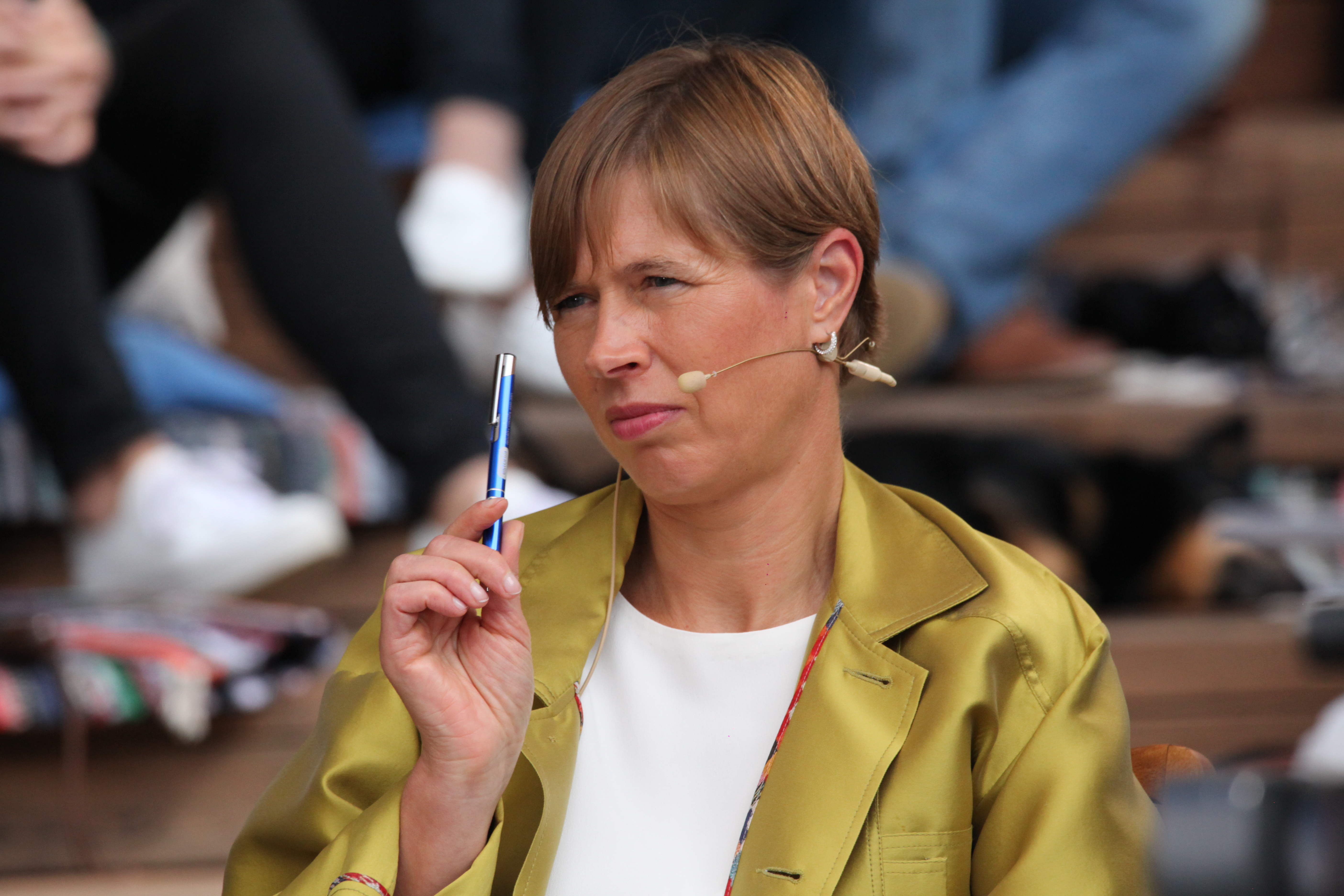
Kersti Kaljulaid (2021)

Kersti Kaljulaid (* 30. Dezember 1969 in Tartu, Estnische SSR, Sowjetunion) ist eine estnische Wirtschaftswissenschaftlerin und Politikerin. Von 2016 bis 2021 war sie Staatspräsidentin der Republik Estland.

## Leben

### Frühe Jahre
Kersti Kaljulaid machte 1987 ihren Schulabschluss im Tallinner Stadtteil Mustamäe. Von 1987 bis 1992 studierte sie Biologie mit Schwerpunkt Genetik an der Universität Tartu und schloss als Bachelor of Science ab. Anschließend studierte sie ebenfalls in Tartu Wirtschaftswissenschaften und erwarb im Jahre 2001 einen Master of Business Administration. Von 2012 bis 2016 war sie Vorsitzende des Universitätsrats ihrer Alma Mater.

### Wirtschaft
Von 1994 bis 1997 arbeitete Kaljulaid bei dem Telekommunikationsunternehmen Eesti Telefon. 1997/98 war sie bei der estnischen Bank Hoiupank beschäftigt, 1998/99  als Projektleiterin bei dem Nachfolgeunternehmen, der Hansapank.
1999 wurde sie wirtschaftspolitische Beraterin des damaligen estnischen Ministerpräsidenten Mart Laar. Im Februar 2002 wechselte sie als Abteilungsleiterin zum Energiekonzern Eesti Energia. Im selben Jahr wurde sie Direktorin des zu Eesti Energia gehörenden Elektrizitätswerks von Iru. Während dieser Zeit moderierte sie im estnischen Kuku Raadio eine beliebte politische Sendung. Von 2001 bis 2004 vertrat Kaljulaid die estnische Regierung im Aufsichtsrat der Estnischen Genomstiftung (Eesti Geenivaramu).

### Europäischer Rechnungshof
Nach dem Beitritt Estlands zur Europäischen Union wurde Kersti Kaljulaid im Mai 2004 zur estnischen Vertreterin beim Europäischen Rechnungshof mit Sitz in Luxemburg ernannt. Sie war dort bis zu ihrer Wahl zur Staatspräsidentin im Oktober 2016 tätig.
2009 wurde Kaljulaid in Estland zur „Europäerin des Jahres“ gewählt.

### Estnische Staatspräsidentin

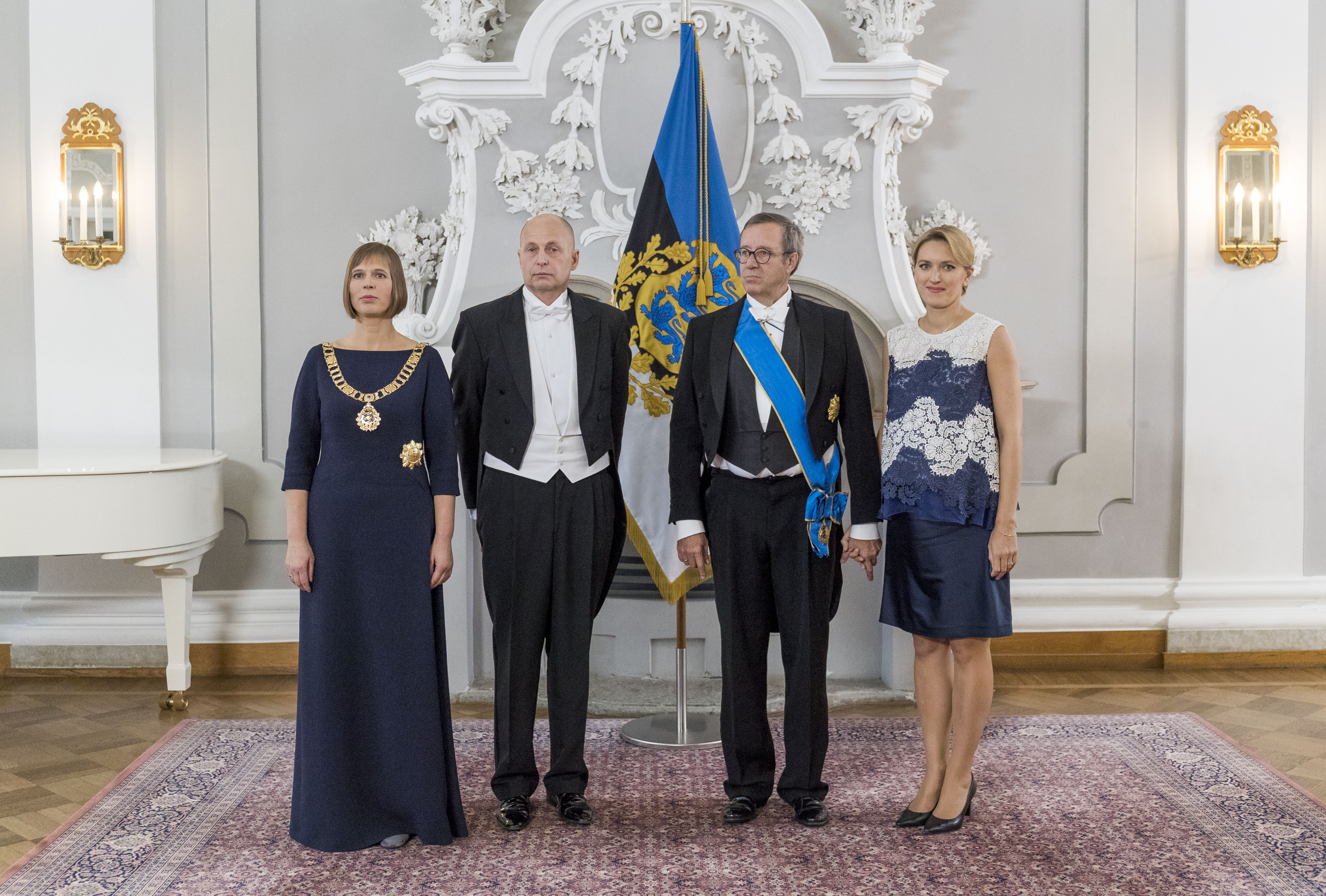
Amtsübernahme (10. Oktober 2016). Von links nach rechts: Staatspräsidentin Kersti Kaljulaid, Georgi-Rene Maksimovski, Staatspräsident a. D. Toomas Hendrik Ilves, Ieva Ilves

Am 3. Oktober 2016 wählte das estnische Parlament (Riigikogu) Kersti Kaljulaid im insgesamt sechsten Wahlgang als Nachfolgerin von Toomas Hendrik Ilves zur neuen Staatspräsidentin. Zuvor hatte sich weder in den ersten drei Wahlgängen im Parlament, noch den beiden Wahlgängen in der Wahlmännerversammlung (Valimiskogu) ein Kandidat durchsetzen können. Daraufhin war Kaljulaid als Kompromisskandidatin ohne Gegner für den sechsten Wahlgang nominiert worden.
Kersti Kaljulaid trat ihr neues Amt am 10. Oktober 2016 an. Sie war das vierte estnische Staatsoberhaupt seit der Wiedererlangung der Unabhängigkeit 1991 und die erste Frau in diesem Amt seit der Staatsgründung 1918.
2020 wurde sie für den Posten der Generalsekretärin der Organisation für wirtschaftliche Zusammenarbeit und Entwicklung (OECD) vorgeschlagen. Der Nominationsprozess endete Anfang März 2021, dort konnte sich der Australier Mathias Cormann durchsetzen.
Am 31. August 2021 wurde der Wissenschaftler Alar Karis zu ihrem Nachfolger als Staatspräsident der Republik Estland gewählt. Kaljulaid hatte sich zwar zu einer erneuten Kandidatur bereit erklärt, erhielt allerdings nicht die notwendige Unterstützung im Parlament für eine erneute Kandidatur, welche bei mindestens 21 Abgeordneten liegt. Einzig die sozialdemokratische Oppositionspartei Sotsiaaldemokraatlik Erakond mit 10 Abgeordneten hatte ihr offiziell ihre Unterstützung ausgesprochen.

### Privates
Kersti Kaljulaid ist in zweiter Ehe mit Georgi-Rene Maksimovski verheiratet und hat eine Tochter und drei Söhne. Ihr Halbbruder Raimond Kaljulaid war Vorsteher des Bezirks Põhja-Tallinn der estnischen Hauptstadt und ist aktuell Abgeordneter des estnischen Parlaments.
Sie spricht außer Estnisch auch Russisch, Englisch, Französisch und Finnisch.

## Auszeichnungen
- Estland: Collane des Ordens des Staatswappens (2016)
- Finnland: Großkreuz mit Ordenskette des Ordens der Weißen Rose (2017)
- Niederlande: Großkreuz des Ordens vom Niederländischen Löwen (2018)
- Italien: Großkreuz mit Ordenskette des Verdienstordens der Italienischen Republik (2018)
- Lettland: Großkreuz mit Ordenskette des Drei-Sterne-Ordens (2019)
- Portugal: Großkreuz mit Ordenskette des Ordens des Infanten Dom Henrique (2019)
- Slowenien: Orden für außergewöhnliche Verdienste um die Republik Slowenien (2019)
- Österreich: Groß-Stern des Ehrenzeichens für Verdienste um die Republik Österreich (2021)
- Rumänien: Collane des Sterns von Rumänien (2021)
- Deutschland: Großkreuz des Verdienstordens der Bundesrepublik Deutschland (2023)[12]